# 李崧 (嘉靖進士)
李崧（1530年—？），字應嶽，陝西秦州衛軍籍西安府咸寧縣人，明朝政治人物。

## 生平
嘉靖四十年（1561年）辛酉科陝西鄉試第六十四名舉人。嘉靖四十一年（1562年）中式壬戌科會試第二百四十名，三甲第一百四十四名進士。官至湖廣按察司佥事。

## 家族
曾祖李華；祖父李杲；父李侍祥，母張氏。具庆下。弟李岑。